# Manfred Gerner
Manfred Gerner (* 12. März 1939 in Haan) ist ein deutscher Architekt und Denkmalpfleger. Er gilt als internationaler Experte für Fachwerkbauten.

## Leben
Gerner wurde als Sohn eines Zimmermeisters geboren und lernte zunächst das Zimmererhandwerk, bevor er von 1959 bis 1963 Architektur studierte. Nach Abschluss seines Studiums als Diplomingenieur für Hochbau arbeitete er im Hochbauamt der Stadt Frankfurt am Main. Bis 1972 baute er zahlreiche Kindertagesstätten und Schulen. Zudem war an der Restaurierung historischer Gebäude, darunter dem Kaiserdom St. Bartholomäus beteiligt. Im Jahr 1975 wurde Gerner wissenschaftlicher Mitarbeiter des Referats Denkmalpflege in Frankfurt am Main. Bis 1980 widmete er sich dabei umfassend dem Fachwerkbau.
Von 1981 bis 2000 war Gerner Leiter des Deutschen Zentrums für Handwerk und Denkmalpflege – Propstei Johannesberg (ZHD) in Fulda, das sich zum Kompetenzzentrum für die Restauratorenausbildung im Handwerk entwickelte, jedoch 2001 Insolvenz anmeldete. Im Jahr 1983 wurde er als Sachverständiger für Fachwerkinstandsetzung vereidigt. Bereits ab 1980 war Gerner an Hochschulen auch international als Gastdozent tätig, übernahm Lehraufträge und Seminare. Ab 1991 war er Dozent an der Fachhochschule Erfurt und wurde Ende 1997 zum Honorarprofessor bestellt; er lehrte dort im Fachbereich Architektur, Institut für konstruktives Entwerfen, das Fach Bausanierungstechnik. 2009 wurde er emeritiert.
Nach 2000 arbeitete Gerner als Leiter der Beratungsstelle für Handwerk und Denkmalpflege in Fulda und betreibt seit 2004 ein eigenes Beraterbüro, das sich mit Fachwerkbauten beschäftigt. Gerner war bis 2013 Geschäftsführer der Arbeitsgemeinschaft Deutsche Fachwerkstädte und seit 2013 ist deren Präsident. Im Rahmen der Arbeit bei der Arbeitsgemeinschaft Deutsche Fachwerkstädte war er Initiator von Projekten wie Fachwerk macht Schule und der Fachwerktriennale.
Gerner unternahm ab 1962 zahlreiche Reisen und Expeditionen unter anderem nach Tibet, Nepal und vor allem Bhutan, wo er unter anderem vergleichende Architekturuntersuchungen durchführte. Er zählt „zu den besten Kennern der traditionellen Architektur und Handwerkskunst nicht nur in Bhutan, sondern im gesamten Himalayaraum“. Im Jahr 2003 wählte ihn die Deutsche Bhutan-Himalaya-Gesellschaft zu ihrem Präsidenten und ist nun deren Ehrenpräsident.

## Wirkung

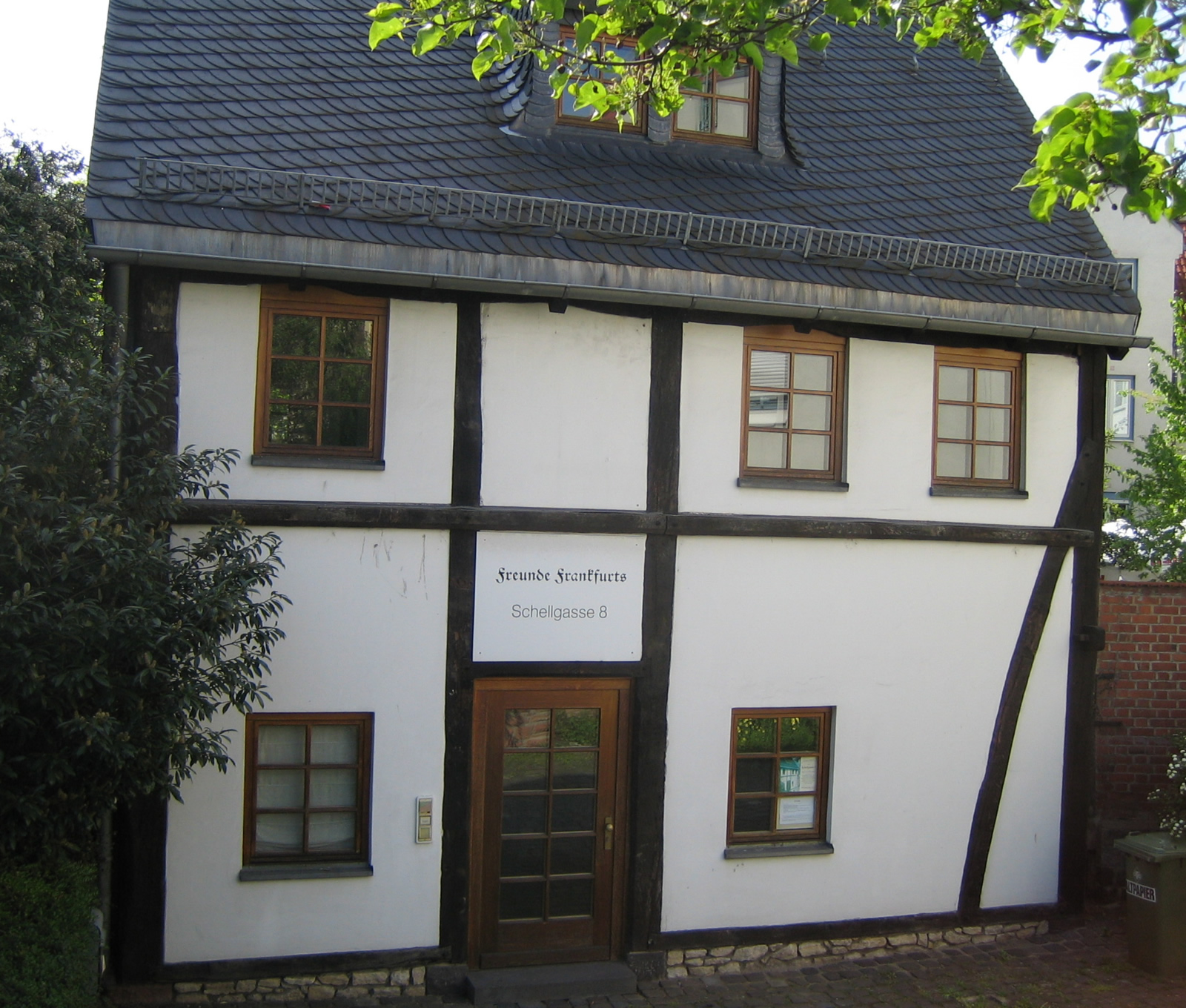
Fachwerkhaus Schellgasse 8 in Frankfurt am Main, im Kern dendrochronologisch datiert auf 1291/92

Gerner gilt als „einer der profiliertesten Fachwerkspezialisten Deutschlands“. Der auch als „Fachwerkpapst“ bezeichnete Gerner legte mehr als 250 Fachwerkbauten frei bzw. sanierte sie. Zudem gelang ihm 1979 der Nachweis des gotischen Fachwerkhauses Schellgasse 8 in Frankfurt am Main von 1291/92 als eines der ältesten Fachwerkhäuser Deutschlands. Nach der politischen Wende von 1989 lag ein Fokus seiner Arbeit auf den Umgebindehäusern im Dreiländereck Deutschland, Polen und Tschechische Republik, die er in das Bewusstsein der Denkmalpflege rückte und durch Restaurierungsmaßnahmen bekannt machte. Mit dem ehemaligen hessischen Landeskonservator Gottfried Kiesow prägte Gerner wesentlich „die Entwicklung der Denkmalpflege und Handwerkerfortbildung in der damaligen Bundesrepublik“. Als Denkmalpfleger setzte sich Gerner unter anderem erfolgreich für die Bewahrung des Königsberger Doms ein.
Gerner ist Autor zahlreicher Publikationen zu Fachwerk und Fachwerkforschung, Holzbau und Denkmalpflege. Sein 1979 erschienenes Standardwerk Fachwerk. Entwicklung, Gefüge, Instandsetzung erschien 1998 in 8. Auflage. Zudem verfasste er mehrere Bücher über die Architektur in Europa und vor allem Asien.
Für Kontroversen sorgte Manfred Gerners im Jahr 2003 erschienenes Buch Formen, Schmuck und Symbolik im Fachwerkbau, in dem er Erklärungen bestimmter Teile des Fachwerks unmittelbar (durch Anmerkungen und Literaturhinweise nachgewiesen) aus einer Ausbildungsschrift der NSDAP bzw. des SS-Ahnenerbes übernommen hatte. Der Vorwurf lautete, dass Gerner „völkisch-ideologisch geprägte Deutungen von Strebenfiguren an neuzeitlichen Fachwerkbauten als ‚Runen‘ [übernahm], wie sie zuletzt von NS-Forschern wie Karl Theodor Weigel in den 1930er-Jahren vertreten wurden.“ Öffentlich kritisiert wurde Gerner dabei u. a. von dem Fachwerkexperten und Kunsthistoriker G. Ulrich Großmann, was Der Spiegel aufgriff und zu Rechtsstreitigkeiten führte. Infolgedessen nahm der Fraunhofer IRB-Verlag das Buch 2004 vom Markt.

## Auszeichnungen
Für seine Fachwerkforschung und den Aufbau des Deutschen Zentrums für Handwerk und Denkmalpflege (ZHD) wurde Gerner 1984 mit dem deutschen Verdienstkreuz am Bande des Verdienstordens der Bundesrepublik Deutschland ausgezeichnet. Im Jahr 1993 erhielt er den Hessischen Denkmalschutzpreis und wurde im Folgejahr zum Mitglied der Hessischen Akademie der Forschung und Planung im Ländlichen Raum berufen. Gerner erhielt 1996 das Kant-Diplom der Universität und Kant-Gesellschaft Kaliningrad/Russland. Im Jahr 1997 wurde ihm das Verdienstkreuz 1. Klasse des Verdienstordens der Bundesrepublik Deutschland verliehen.
Im Jahr 2011 brachte Bhutan eine Briefmarke auf den Markt, die neben dem Rathaus Duderstadt auch Manfred Gerner zeigt. Im Jahr 2014 folgte eine Briefmarke, die als Motiv das Stellmacherhaus in Zgorzelec und Manfred Gerner zeigt.

## Schriften (Auswahl)
- Instandsetzen und Erhalten historischer Häuser: individuelles Wohnen und Denkmalschutz. Bauverlag, Wiesbaden 1978, ISBN 3-7625-0812-7. Neuausgabe: Historische Häuser erhalten und instandsetzen. Augustusverlag, Augsburg 1990, ISBN 3-8043-2490-8.
- Fachwerk. Entwicklung, Gefüge, Instandsetzung. Deutsche Verlags-Anstalt, Stuttgart 1979, ISBN 3-421-02475-8. (8. Auflage 1998)
- Bhutan: Kultur und Religion im Land der Drachenkönige. Verlag Indoculture, Stuttgart 1981, ISBN 3-921948-05-3.
- Fachwerksünden. Deutsches Nationalkomitee für Denkmalschutz, Geschäftsstelle beim Bundesminister des Innern, Bonn 1986, ISBN 3-922153-03-8.
- Architekturen im Himalaja. Deutsche Verlags-Anstalt, Stuttgart 1987, ISBN 3-421-02587-8.
- Handwerkliche Holzverbindungen der Zimmerer. Deutsche Verlags-Anstalt, Stuttgart 1992, ISBN 3-421-03027-8.
- Umgebindesünden, mit Adrian Hehl. Fulda: Deutsches Zentrum für Handwerk und Denkmalpflege, Osnabrück: Deutsche Bundesstiftung Umwelt, 1994, DNB 942480805.
- Umgebindekonstruktionen im Dreiländereck Polen, Tschechien und Deutschland sowie in Russland, Tibet und China: ein Beitrag zur Entstehungsgeschichte von Umgebindekonstruktionen aus technischer Sicht. Deutsches Zentrum für Handwerk und Denkmalpflege, Fulda 1995, ISBN 3-931991-06-7.
- Abbundzeichen: Zimmererzeichen und Bauforschung. Deutsches Zentrum für Handwerk und Denkmalpflege, Fulda 1996, ISBN 3-931991-09-1.
- Handwerk und Denkmalpflege in Hessen, mit Karin Grösch und Gerwin Stein. Deutsches Zentrum für Handwerk und Denkmalpflege, Propstei Johannesberg, Fulda 1996, ISBN 3-931991-06-7.
- Fachwerklexikon: Handbuch für Fachwerk und Holzkonstruktionen. Deutsche Verlags-Anstalt, Stuttgart 1997, ISBN 3-421-03146-0.
- Werner von Ursel: Hochmeister des Deutschen Ordens und Chronik von Niederursel. Deutsches Zentrum für Handwerk und Denkmalpflege, Propstei Johannesberg, Fulda 1998, ISBN 3-931991-20-2.
- Friedhofskultur. Hohenheim-Verlag, Stuttgart 2001, ISBN 3-89850-051-9.
- Formen, Schmuck und Symbolik im Fachwerkbau. Fraunhofer-IRB-Verl., Stuttgart 2003, ISBN 3-8167-6354-5.
- Fachwerk: Entwicklung, Instandsetzung, Neubau. Deutsche Verlags-Anstalt, München 2007, ISBN 978-3-421-03575-2.
- Rathaus Duderstadt, die Sanierung 2000–2008. Verlag Mecke, Duderstadt 2010, ISBN 978-3-86944-025-5.